# Ligne principale Nagasaki
La ligne principale Nagasaki (長崎本線, Nagasaki-honsen) est une ligne ferroviaire du nord-ouest de l'île de Kyūshū au Japon. Elle relie la gare de Tosu dans la préfecture de Saga à la gare de Nagasaki dans la préfecture de Nagasaki. La ligne est exploitée par la compagnie JR Kyushu.

## Histoire
La section entre Tosu et Saga est ouverte par les chemins de fer de Kyūshū (九州鉄道, Kyūshū Tetsudō) en 1891. La ligne est ensuite prolongée à Nagasaki via Haiki en 1898.
En 1934, la ligne directe Hizen-Yamaguchi-Isahaya est ouverte. La section Hizen-Yamaguchi-Haiki devient la ligne Sasebo et la section Haiki-Isahaya la ligne Omura.
En 1972, un itinéraire plus rapide entre Kikitsu et Urakami est mis en service. L’ancien itinéraire est conservé.

## Caractéristiques

### Ligne
- Longueur :
  - Tosu - Nagasaki : 125,3 km
  - Kikitsu - Urakami : 23,5 km
- Ecartement : 1 067 mm
- Alimentation : 20 000 V-60 Hz par caténaire entre Tosu et Hizen-Hama

### Services et interconnexions
La ligne est parcourue par plusieurs trains express, tous en provenance de la ligne principale Kagoshima :
- Relay Kamome : entre Tosu et Kōhoku (continue jusqu'à Takeo-Onsen par la ligne Sasebo) ;
- Kasasagi : entre Tosu et Hizen-Kashima ;
- Midori : entre Tosu et Kōhoku (continue jusqu'à Sasebo par la ligne Sasebo) ;
- Huis Ten Bosch : entre Tosu et Kōhoku (continue jusqu'à Huis Ten Bosch par les lignes Sasebo et Ōmura).

Une partie des trains de la ligne Ōmura empruntent la ligne entre Isahaya et Nagasaki (services Seaside Liner).

### Liste des gares

#### Ligne principale

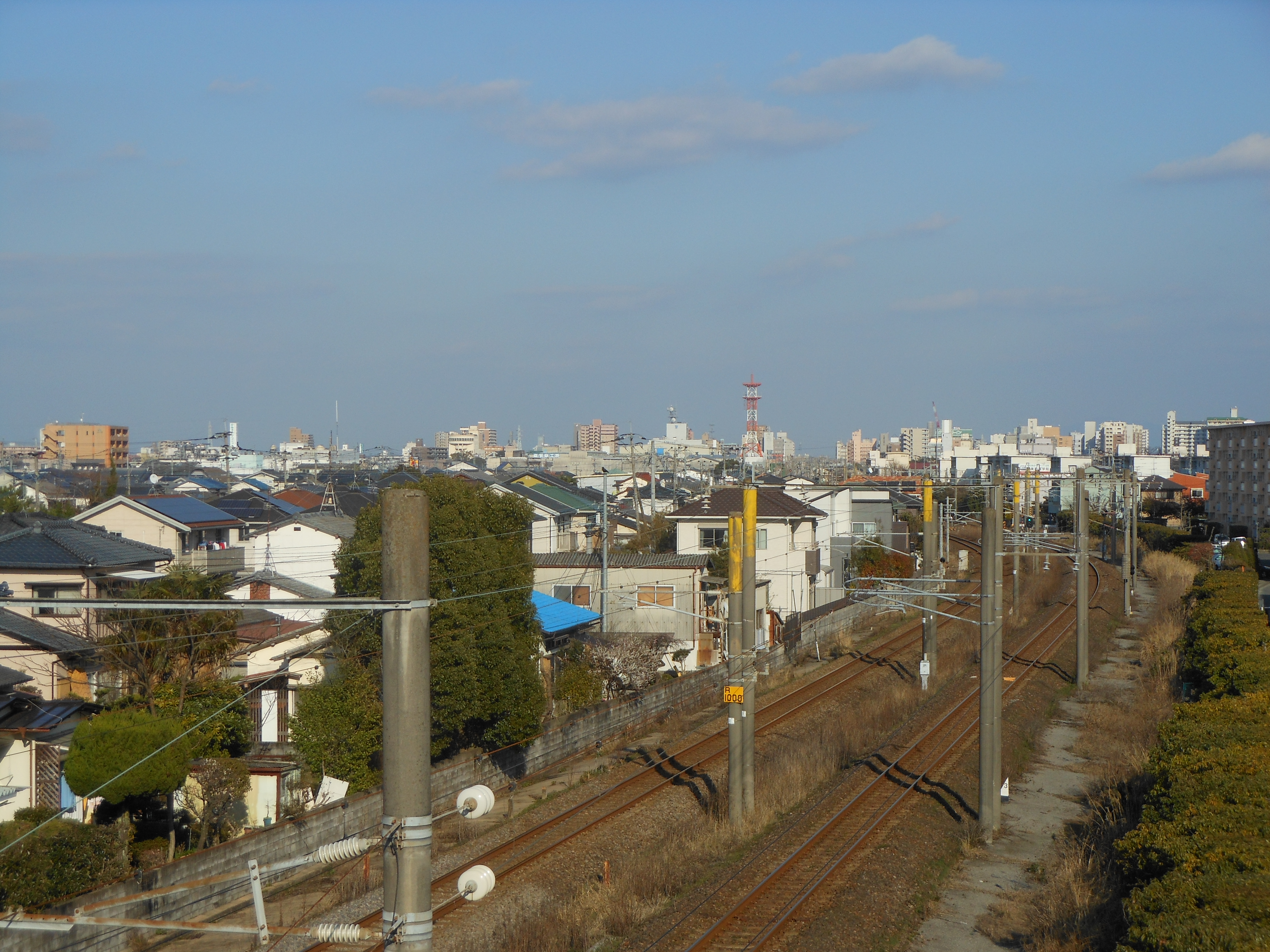
La ligne à Saga

| Numéro          | Gare             | Nom japonais | Distance depuis Tosu (km)                                                                  | Correspondances                        | Localisation           | Localisation       |
| --------------- | ---------------- | ------------ | ------------------------------------------------------------------------------------------ | -------------------------------------- | ---------------------- | ------------------ |
| JH01            | Tosu             | 鳥栖         | 0                                                                                          | JR Kyushu : Kagoshima (interconnexion) | Tosu                   | Préfecture de Saga |
| JH02            | Shin-Tosu        | 新鳥栖       | 2,2                                                                                        | JR Kyushu : Kyūshū Shinkansen          | Tosu                   | Préfecture de Saga |
| JH03            | Hizen-Fumoto     | 肥前麓       | 4,2                                                                                        |                                        | Tosu                   | Préfecture de Saga |
| JH04            | Nakabaru         | 中原         | 8,5                                                                                        |                                        | Miyaki                 | Préfecture de Saga |
| JH05            | Yoshinogari-Kōen | 吉野ヶ里公園 | 13,1                                                                                       |                                        | Yoshinogari            | Préfecture de Saga |
| JH06            | Kanzaki          | 神埼         | 15,7                                                                                       |                                        | Kanzaki                | Préfecture de Saga |
| JH07            | Igaya            | 伊賀屋       | 20,2                                                                                       |                                        | Saga                   | Préfecture de Saga |
| JH08            | Saga             | 佐賀         | 25,0                                                                                       |                                        | Saga                   | Préfecture de Saga |
|                 | Nabeshima        | 鍋島         | 28,0                                                                                       |                                        | Saga                   | Préfecture de Saga |
| Balloon Saga    | バルーンさが     | 29,8         |                                                                                            |                                        | Saga                   | Préfecture de Saga |
| Kubota          | 久保田           | 31,4         | JR Kyushu : Karatsu (interconnexion)                                                       |                                        | Saga                   | Préfecture de Saga |
| Ushizu          | 牛津             | 34,2         |                                                                                            | Ogi                                    |                        | Préfecture de Saga |
| Kōhoku          | 江北             | 39,6         | JR Kyushu : Sasebo (interconnexion)                                                        | Kōhoku                                 |                        | Préfecture de Saga |
| Hizen-Shiroishi | 肥前白石         | 44,7         |                                                                                            | Shiroishi                              |                        | Préfecture de Saga |
| Hizen-Ryūō      | 肥前竜王         | 49,4         |                                                                                            | Shiroishi                              |                        | Préfecture de Saga |
| Hizen-Kashima   | 肥前鹿島         | 54,6         |                                                                                            | Kashima                                |                        | Préfecture de Saga |
| Hizen-Hama      | 肥前浜           | 57,6         |                                                                                            | Kashima                                |                        | Préfecture de Saga |
| Hizen-Nanaura   | 肥前七浦         | 61,5         |                                                                                            | Kashima                                |                        | Préfecture de Saga |
| Hizen-Iida      | 肥前飯田         | 63,6         |                                                                                            | Kashima                                |                        | Préfecture de Saga |
| Tara            | 多良             | 67,7         |                                                                                            | Tara                                   |                        | Préfecture de Saga |
| Hizen-Ōura      | 肥前大浦         | 75,6         |                                                                                            | Tara                                   |                        | Préfecture de Saga |
| Konagai         | 小長井           | 82,3         |                                                                                            | Isahaya                                | Préfecture de Nagasaki |                    |
| Nagasato        | 長里             | 84,7         |                                                                                            | Isahaya                                | Préfecture de Nagasaki |                    |
| Yue             | 湯江             | 87,6         |                                                                                            | Isahaya                                | Préfecture de Nagasaki |                    |
| Oe              | 小江             | 90,9         |                                                                                            | Isahaya                                | Préfecture de Nagasaki |                    |
| Hizen-Nagata    | 肥前長田         | 95,6         |                                                                                            | Isahaya                                | Préfecture de Nagasaki |                    |
| Higashi-Isahaya | 東諫早           | 97,8         |                                                                                            | Isahaya                                | Préfecture de Nagasaki |                    |
| Isahaya         | 諫早             | 100,4        | JR Kyushu : Nishi Kyūshū Shinkansen, Ōmura (interconnexion) Shimatetsu : Shimabaratetsudou | Isahaya                                | Préfecture de Nagasaki |                    |
| Nishi-Isahaya   | 西諫早           | 103,2        |                                                                                            | Isahaya                                | Préfecture de Nagasaki |                    |
| Kikitsu         | 喜々津           | 106,9        | JR Kyushu : Nagasaki (ancien itinéraire)                                                   | Isahaya                                | Préfecture de Nagasaki |                    |
| Ichinuno        | 市布             | 109,4        |                                                                                            | Isahaya                                | Préfecture de Nagasaki |                    |
| Hizen-Koga      | 肥前古賀         | 112,3        |                                                                                            | Nagasaki                               | Préfecture de Nagasaki |                    |
| Utsutsugawa     | 現川             | 114,8        |                                                                                            | Nagasaki                               | Préfecture de Nagasaki |                    |
| Urakami         | 浦上             | 123,7        | JR Kyushu : Nagasaki (ancien itinéraire) Tramway de Nagasaki : 1, 3                        | Nagasaki                               | Préfecture de Nagasaki |                    |
| Nagasaki        | 鹿児島           | 125,3        | JR Kyushu : Nishi Kyūshū Shinkansen Tramway de Nagasaki : 1, 3                             | Nagasaki                               | Préfecture de Nagasaki |                    |

#### Section Kikitsu - Urakami (ancien itinéraire)
Cette section, toujours utilisée, était l'unique itinéraire entre Kikitsu et Urakami jusqu'en 1972.
| Gare          | Nom japonais | Distance depuis Kikitsu (km) | Correspondances                                                    | Localisation | Localisation           |
| ------------- | ------------ | ---------------------------- | ------------------------------------------------------------------ | ------------ | ---------------------- |
| Kikitsu       | 喜々津       | 0                            | JR Kyushu : Nagasaki (ligne principale)                            | Isahaya      | Préfecture de Nagasaki |
| Higashisono   | 東園         | 3,5                          |                                                                    | Isahaya      | Préfecture de Nagasaki |
| Ōkusa         | 大草         | 7,2                          |                                                                    | Isahaya      | Préfecture de Nagasaki |
| Honkawachi    | 本川内       | 12,3                         |                                                                    | Nagayo       | Préfecture de Nagasaki |
| Nagayo        | 長与         | 15,4                         |                                                                    | Nagayo       | Préfecture de Nagasaki |
| Kōda          | 高田         | 16,4                         |                                                                    | Nagayo       | Préfecture de Nagasaki |
| Michinoo      | 道ノ尾       | 18,9                         |                                                                    | Nagayo       | Préfecture de Nagasaki |
| Nishi-Urakami | 西浦上       | 20,6                         |                                                                    | Nagasaki     | Préfecture de Nagasaki |
| Urakami       | 浦上         | 23,5                         | JR Kyushu : Nagasaki (ligne principale) Tramway de Nagasaki : 1, 3 | Nagasaki     | Préfecture de Nagasaki |

## Matériel roulant

### Trains express

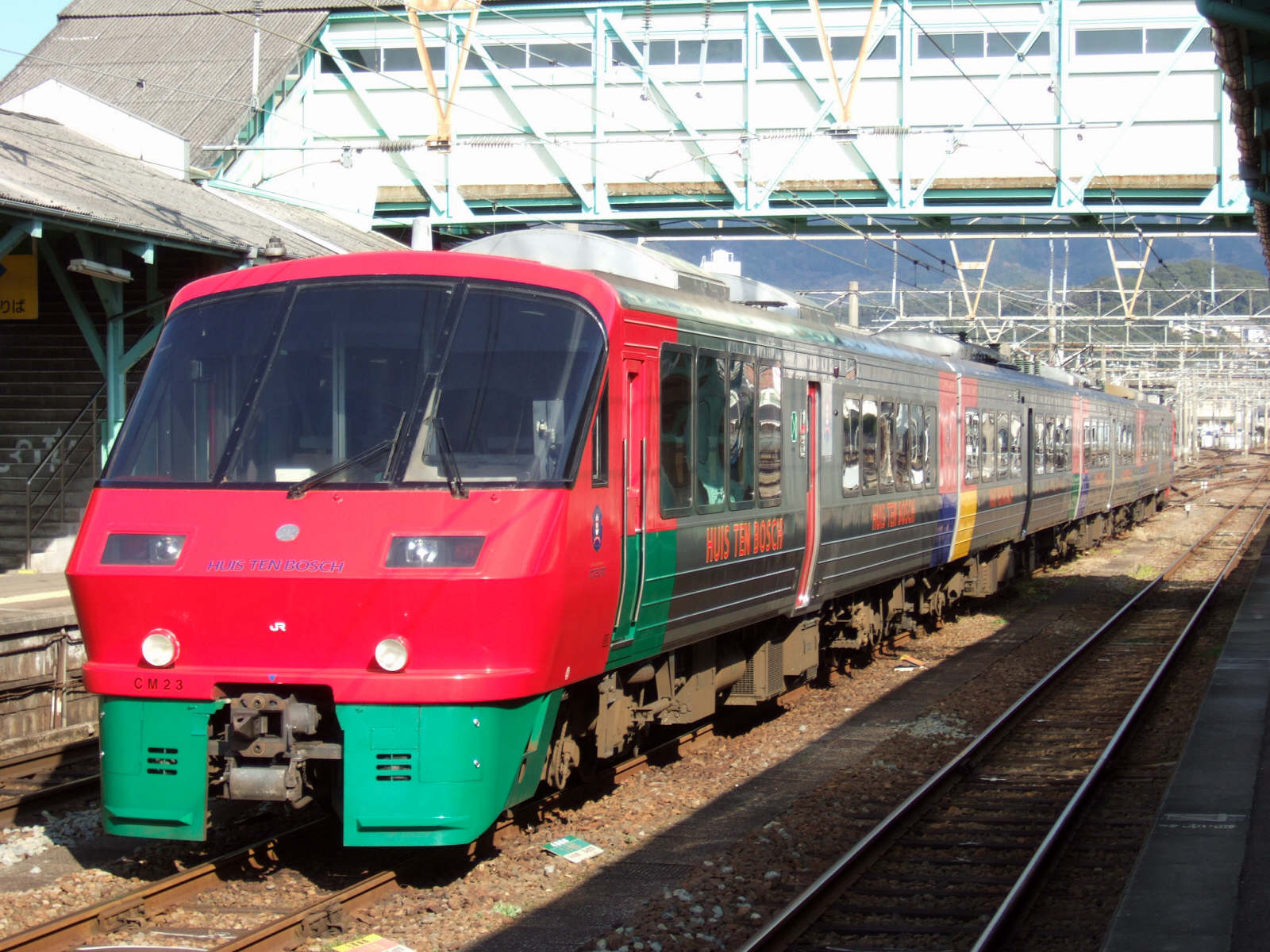
JR série 783 (Services Midori, Huis ten Bosch et Kasasagi)
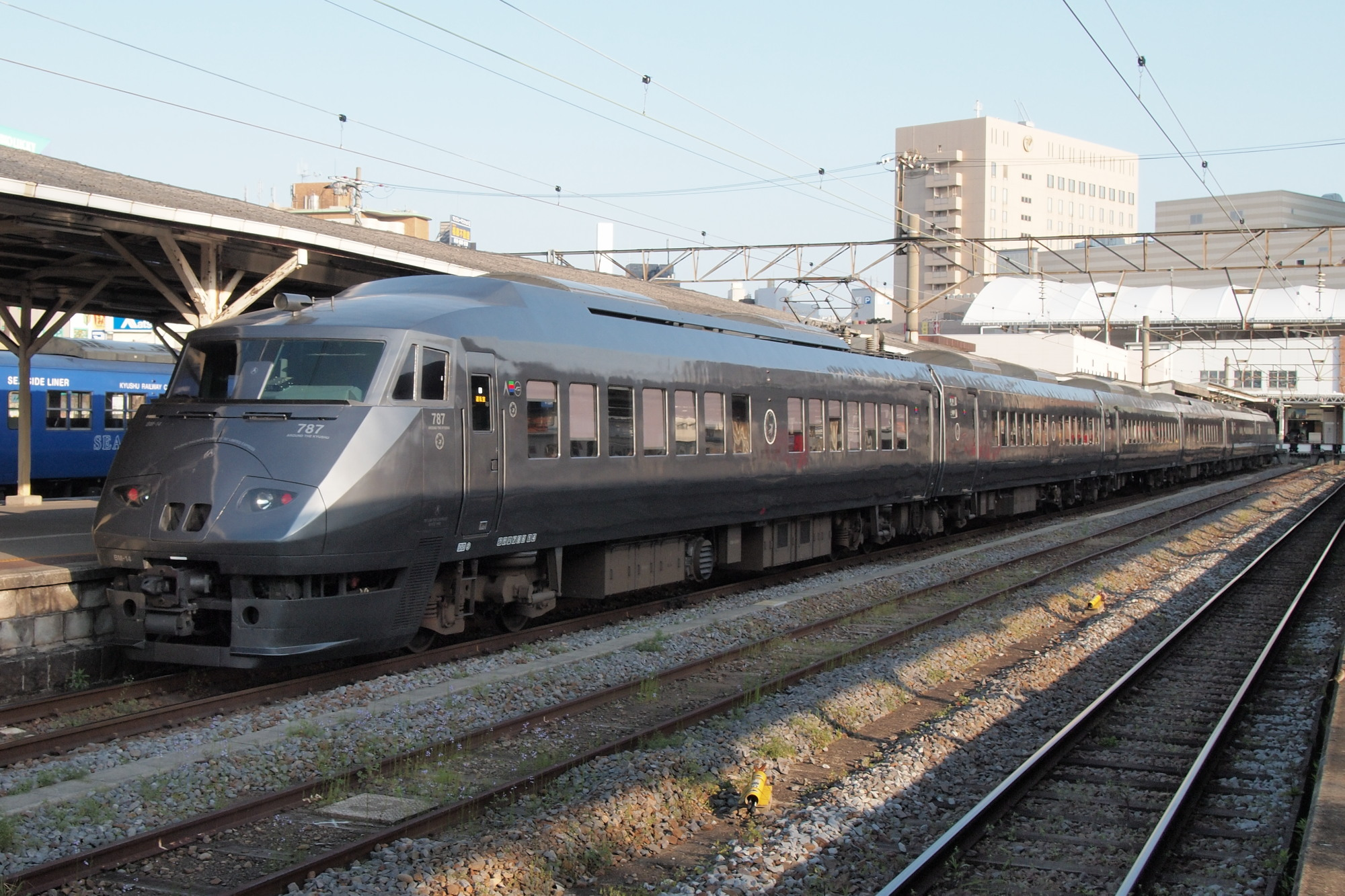
JR série 787 (Services Relay Kamome et Kasasagi)
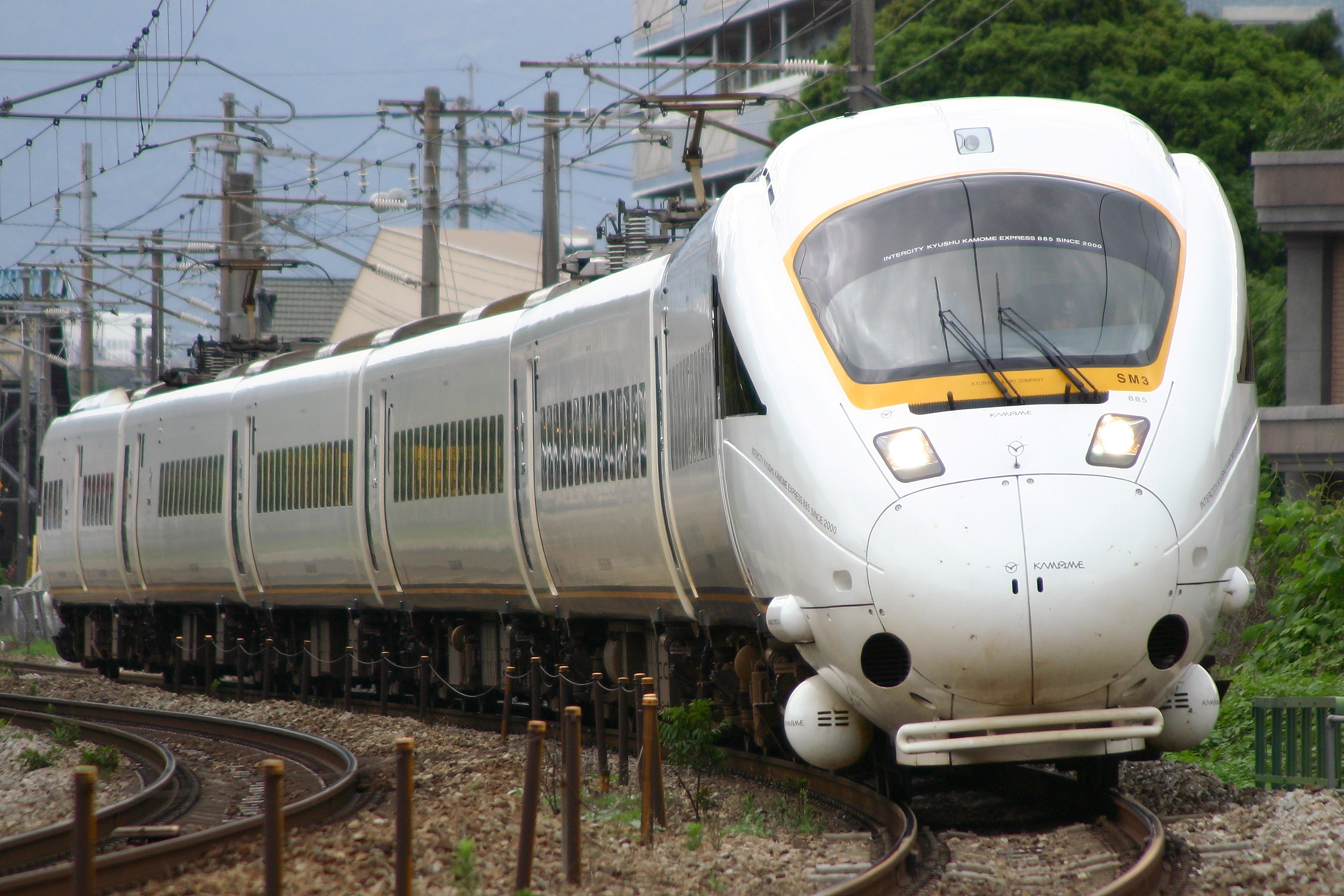
JR série 885 (Services Relay Kamome, Midori et Kasasgi)

### Trains rapides et omnibus

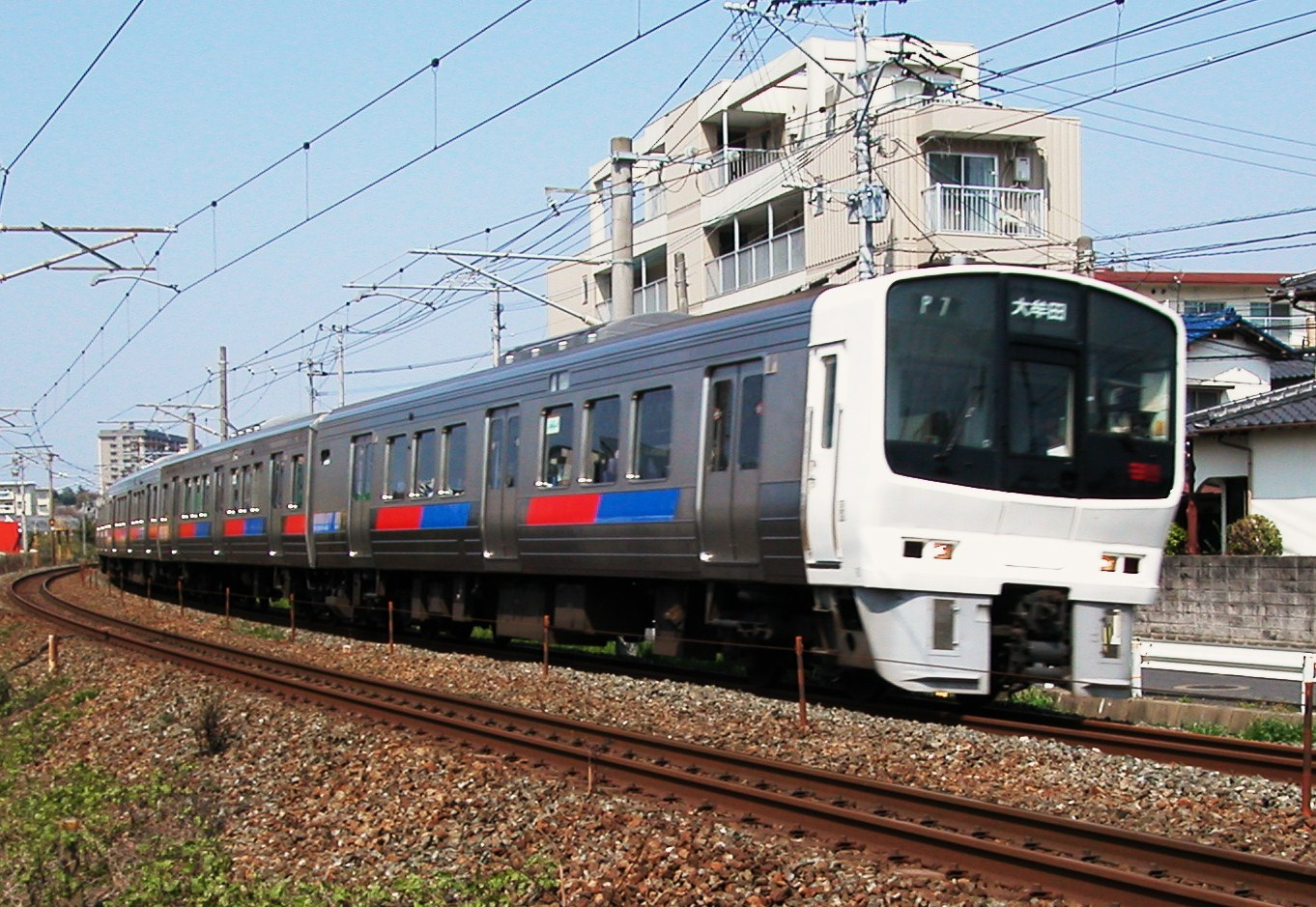
JR série 811
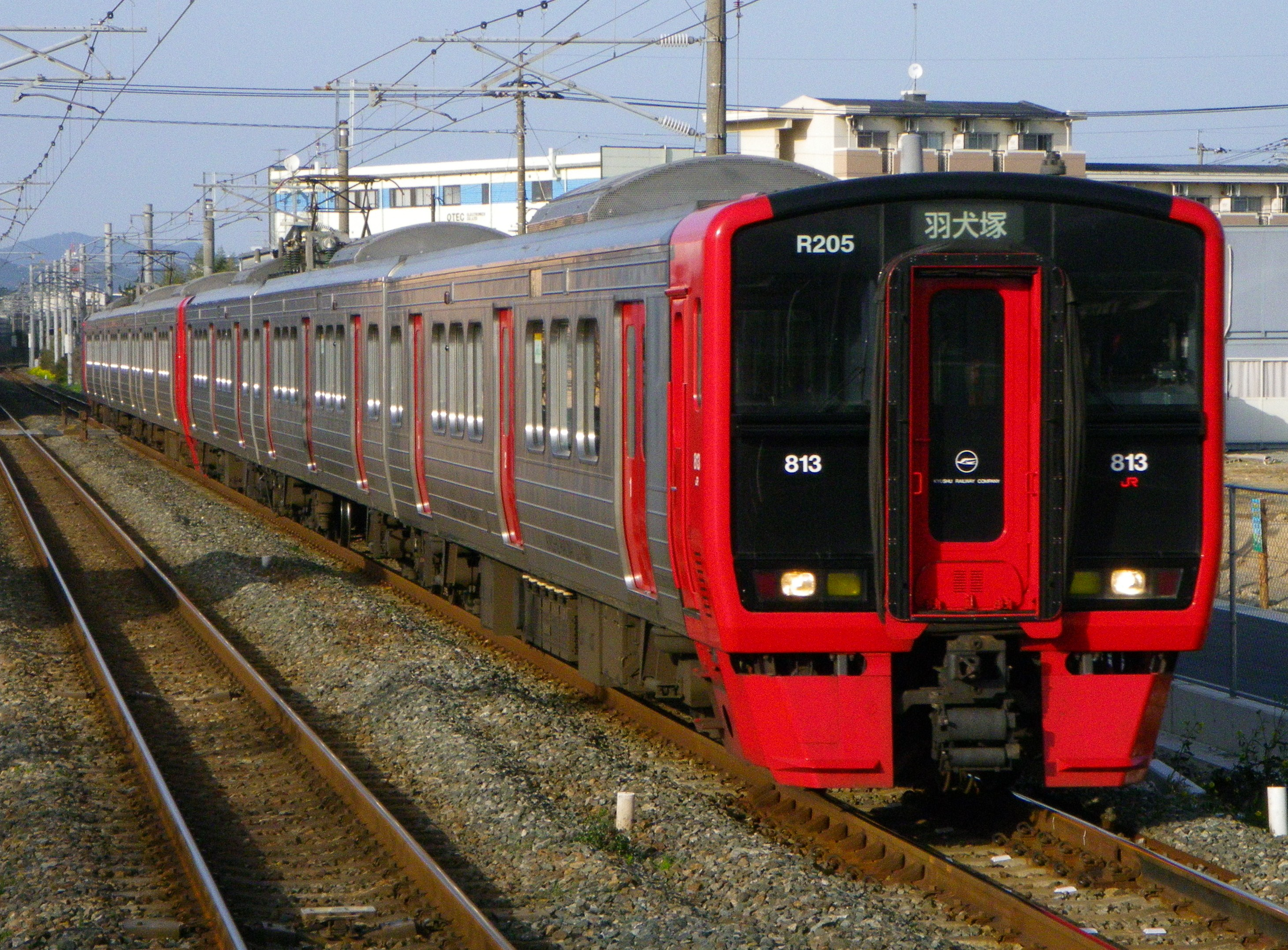
JR série 813
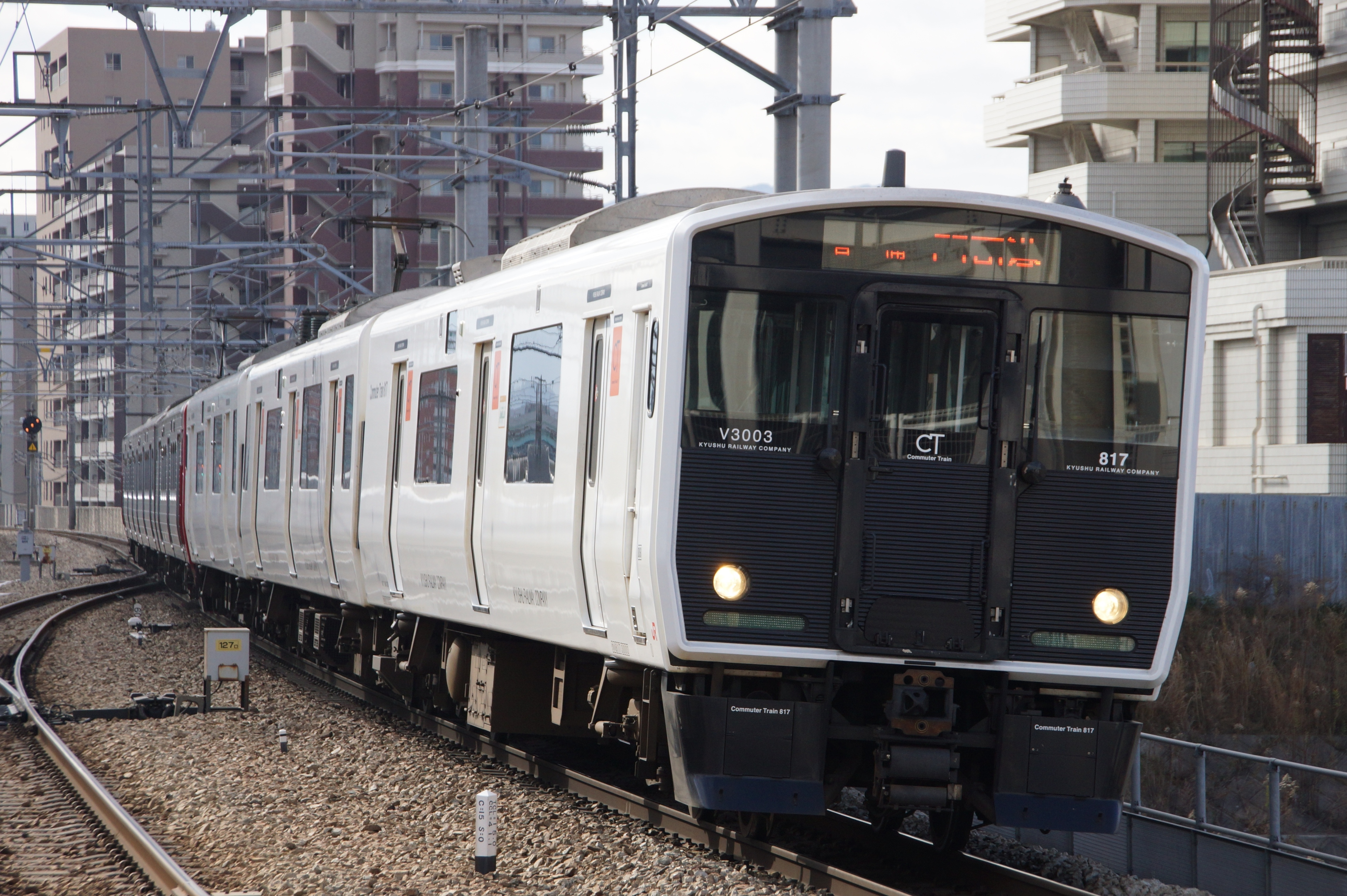
JR série 817
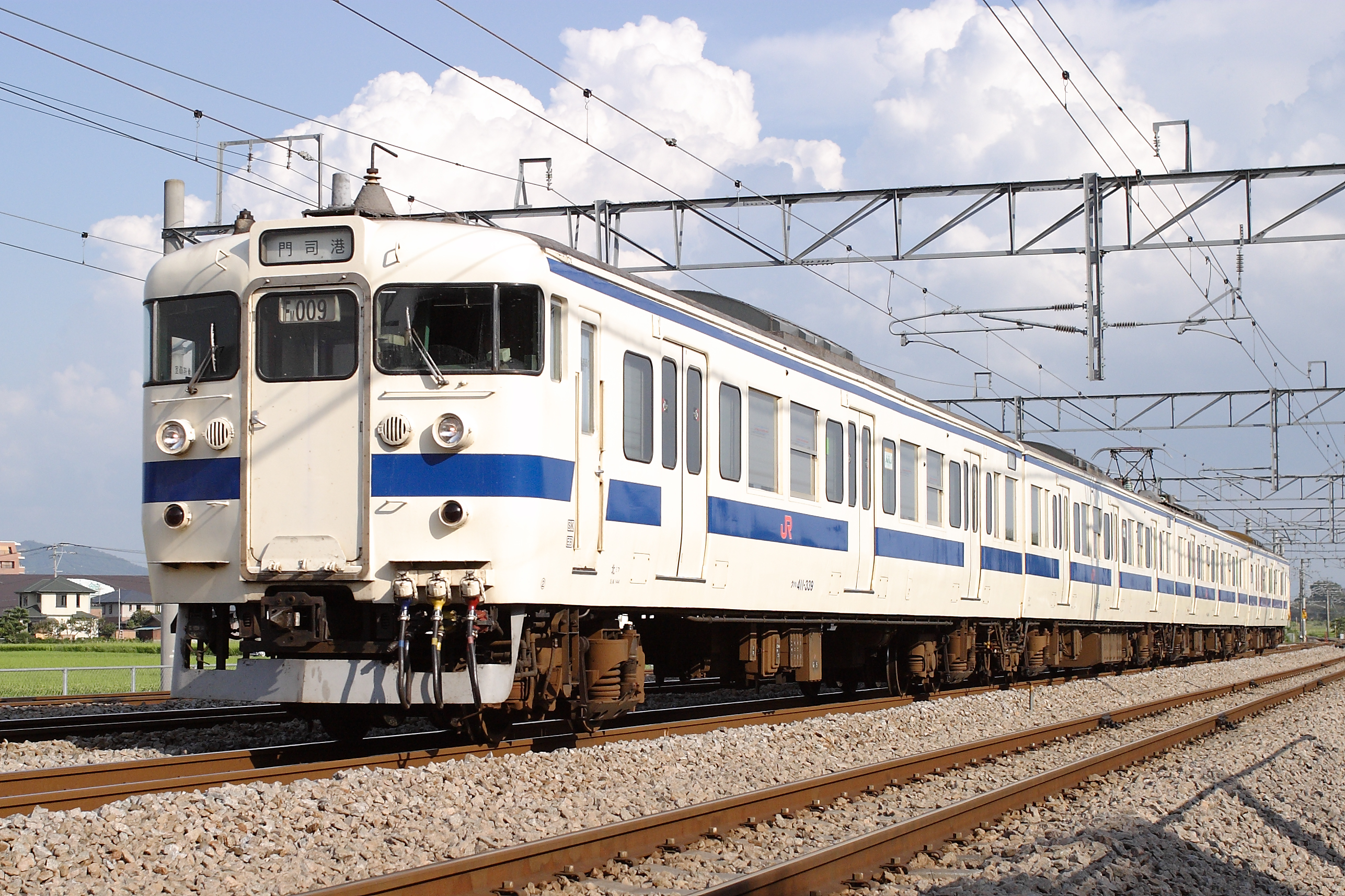
JR série 415
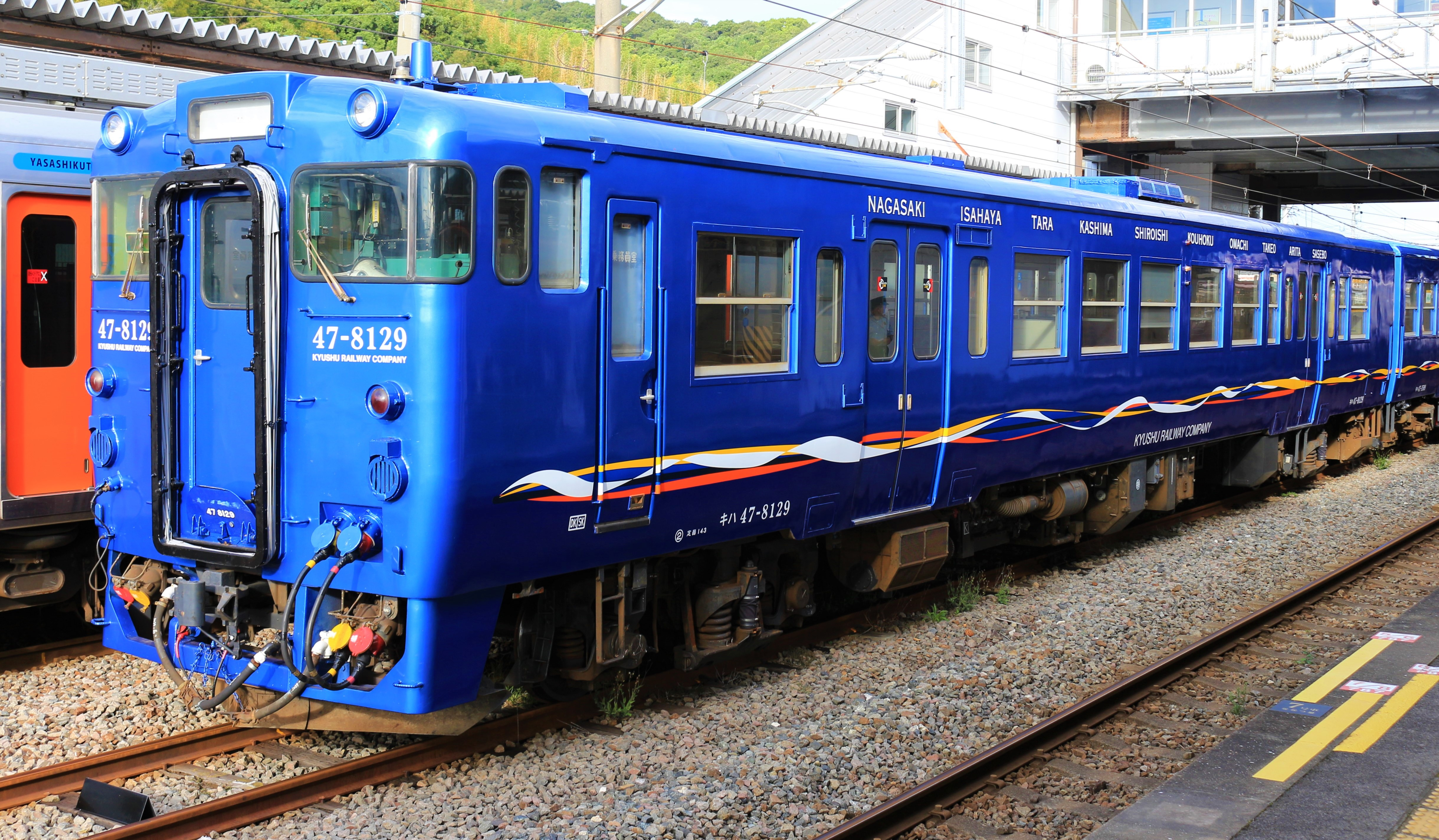
JR série KiHa 47
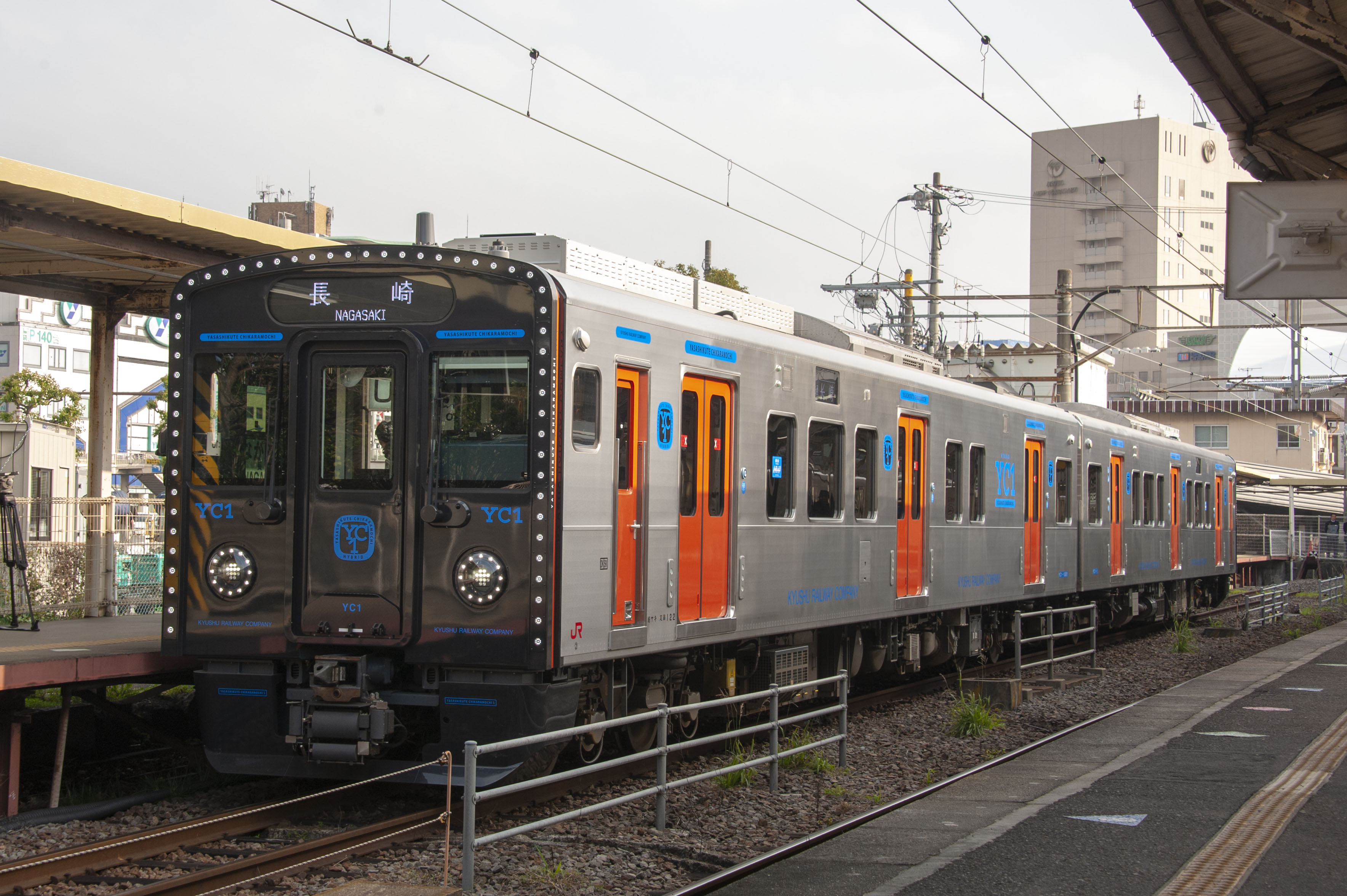
JR série YC1